# Balyktsjy
Balyktsjy (Kirgizisch en Russisch: Балыкчы) is een stad gelegen aan de uiterst westelijke zijde van het Issyk Koelmeer in Kirgizië. De stad ligt in de oblast Issyk-Kul en had in 2009 42.875 inwoners.

## Economie
Tijdens de Sovjettijd was Balyktsjy een belangrijk industrie- en transportcentrum met een haven voor scheepsverkeer op het meer, treinstation en knooppunt van verkeerswegen. Ook vond er visserij en scheepsbouw plaats. Bij het uiteenvallen van de Sovjet-Unie zijn vrijwel alle industriële voorzieningen gesloten. Dit heeft tot een economisch neergang van de stad geleid. In Kirgizië staat de stad bekend als een stervende stad.   

## Vervoer
Balyktsjy heeft een eensporige treinverbinding met Bisjkek. Vanaf Balyktsjy kan de stad Karakol bereikt worden via zowel de noord- als de zuidoever van het Issyk Koelmeer. Naar het zuiden loop een weg die verbindt met de stad Naryn en de grensovergang met China.  